# St. Vincent (альбом)
St. Vincent — одноимённый четвёртый студийный альбом американской музыкантки St. Vincent. Он был издан 24 февраля 2014 года в Великобритании и днём позже в США лейблами Loma Vista Recordings и Republic Records. Альбом был спродюсирован Джоном Конглетоном. Все композиции были написаны и предварительно записаны Энной Кларк в Остине, Техас и окончательно записаны на студии Elmwood в Далласе.
Сразу после своего релиза альбом получил признание критиков, он был удостоен премии «Грэмми» в 2015 году в категории «Лучший альтернативный альбом», тем самым St. Vincent стала второй исполнительницей, выигравшей награду с момента её введения в 1991 году, когда она досталась Шинейд О'Коннор. Альбом добрался до 12-й позиции хит-парада Billboard 200 и 21-й позиции хит-парада UK Albums Chart, за первую неделю было продано около 30,000 копий альбома.

## Список композиций
Слова и музыка всех песен — Annie Clark.
| №                   | Название                  | Длительность |
| ------------------- | ------------------------- | ------------ |
| 1.                  | «Rattlesnake»             | 3:34         |
| 2.                  | «Birth in Reverse»        | 3:15         |
| 3.                  | «Prince Johnny»           | 4:36         |
| 4.                  | «Huey Newton»             | 4:37         |
| 5.                  | «Digital Witness»         | 3:21         |
| 6.                  | «I Prefer Your Love»      | 3:36         |
| 7.                  | «Regret»                  | 3:21         |
| 8.                  | «Bring Me Your Loves»     | 3:15         |
| 9.                  | «Psychopath»              | 3:32         |
| 10.                 | «Every Tear Disappears»   | 3:15         |
| 11.                 | «Severed Crossed Fingers» | 3:42         |
| Общая длительность: | Общая длительность:       | 40:04        |

## Участники записи
| Музыканты - Энни Кларк — вокальные партии, гитара - Дэниел Mintseris — синтезатор (треки 1, 3–8, 10–15), пианино (треки 4, 7), клавесин (трек 11) - Бобби Спаркс — Minimoog (треки 1–8, 10–15) - Homer Steinweiss — ударные (треки 1, 3–6, 10, 13–15) - Маккензи Смит — ударные (треки 2, 7–9, 11–12) - Адам Pickrell — Minimoog (трек 9), клавишные (треки 8, 9) - Ральф Carney — рожки (трек 5) | Производство - Джон Конглетон — производство, запись, сведение - Грег Калби — мастеринг Обложка - Willo Perron — креативный директор - Brian Roettinger — дизайн - Renata Raksha — фотография |

## Хит-парады
| Хит-парад (2014)                       | Высшая позиция |
| -------------------------------------- | -------------- |
| Australian Albums (ARIA)               | 54             |
| Бельгия/Фландрия (Ultratop)            | 37             |
| Бельгия/Валлония (Ultratop)            | 64             |
| Канада (Canadian Albums Chart)         | 15             |
| Дания (Hitlisten)                      | 18             |
| Нидерланды (Album Top 100)             | 41             |
| Франция (SNEP)                         | 200            |
| Италия (Classifica album)              | 58             |
| Япония (Oricon)                        | 231            |
| Испания (PROMUSICAE)                   | 70             |
| Великобритания (UK Albums Chart)       | 21             |
| США (Billboard 200)                    | 12             |
| США (Billboard Top Alternative Albums) | 3              |
| США (Billboard Top Rock Albums)        | 4              |
| США (Billboard Top Tastemaker Albums)  | 2              |
| США (Billboard Vinyl Albums)           | 2              |

### Итоговые хит-парады
| Хит-парад (2014)                  | Позиция |
| --------------------------------- | ------- |
| US Top Rock Albums                | 64      |
| US Alternative Albums (Billboard) | 42      |

## История издания
| Страна            | Дата            | Лейбл               |
| ----------------- | --------------- | ------------------- |
| Великобритания    | 24 февраля 2014 | Loma Vista/Republic |
| Соединённые Штаты | 25 февраля 2014 | Loma Vista/Republic |
| Япония            | 26 февраля 2014 | Loma Vista          |